# شهرستان پیونگ‌چانگ
شهرستان پیونگ‌چانگ (به کره‌ای: 평창군) یک شهرستان در شمال‌شرق کره جنوبی (مرکز شبه‌جزیره کره) است که در تابعیت استان گانگوون قرار دارد. این شهرستان بسیار کوهستانی بوده و در میان رشته‌کوه‌های ته‌بک قرار دارد و به همین دلیل برای ورزش‌های زمستانی محبوب است. همچنین در این شهر چندین معبد بودایی از جمله پرستشگاه ولیونگسا (월정사) قرار دارد. پیونگچانگ در فاصله ۱۸۰ کیلومتری شرق سئول (پایتخت کره جنوبی) قرار دارد.
شهرستان پیونگ‌چانگ، به دلیل میزبانی بازی‌های المپیک زمستانی ۲۰۱۸، دارای شناخت و شهرت جهانی شد.
پیونگ‌چانگ یک شعر دارد، پیونگ‌چانگ ۷۰۰ مبارک. به این دلیل ۷۰۰ گفته می‌شود که ارتفاع متوسط این شهر ۷۰۰ متر از سطح دریا است.

## تاریخ
در اوت سال ۱۸۹۶ میلادی، در پادشاهی چوسان، شهرستان پیونگ‌چانگ به شکل امروزی خویش تأسیس شد. در آن سال، این شهرستان متشکل از ۵ قصبه بود: بوک (شمالی) [북면]، دونگ (غربی) [동면]، گونّه [군내면]، میتان [미탄면]، و نام‌ (جنوبی)‌ [남면].
در اکتبر سال ۱۹۰۶، در امپراتوری کره، «قصبهٔ دونگ (غربی)» [동면] از این شهرستان جدا شده و با تغییر نام به «شین‌دونگ» [신동면] ضمیمهٔ شهرستان جونگ‌سون شد.
در همان زمان، سه قصبهٔ‌ «بونگ‌پیونگ»، «جینبو»، و «ده‌هوا» از شهرستان گانگ‌نونگ ضمیمهٔ این شهرستان شدند. در مجموع، این شهرستان متشکل از ۷ قصبه شد.
در مارس سال ۱۹۱۴ میلادی، در عصر حاکمیت استعماری ژاپن بر کره، سه قصبهٔ دونگ (غربی) [동면]، گونّه [군내면]، و نام‌ (جنوبی)‌ [남면] ادغام شده و قصبهٔ پیونگ‌چانگ را تشکیل دادند. (مجموعا ۵ قصبه)
در آوریل سال ۱۹۳۱ میلادی، قصبهٔ دوئام از شهرستان جونگ‌سون جدا شده و ضمیمهٔ این شهرستان شد. (مجموعا ۶ قصبه)
در ژوئیه سال ۱۹۳۴ میلادی، سه روستای «اون‌گیو»، «بانگنیم»، و «گیه‌چون» از «قصبهٔ ده‌هوا» جدا شده و «قصبهٔ بانگنیم» را تشکیل دادند. (مجموعا ۷ قصبه) 
پس از استقلال کره از ژاپن در سال ۱۹۴۵ میلادی، این کشور به دو نیمه تقسیم شد. مرز بین دو کره در آن زمان، مدار ۳۸ درجه شمالی در نظر گرفته شده بود. این مدار از میان استان (تاریخی) گانگوون عبور می‌کند. در نتیجه استان گانگوون به نیمهٔ شمالی و نیمهٔ جنوبی تقسیم شد. با این وجود، تمامی اراضی این شهرستان، در جنوب این مدار قرار گرفتند، و در تبعیت استان (جنوبی) گانگوون قرار گرفت. 
با پایان جنگ کره در سال ۱۹۵۳ میلادی و امضای آتش‌بس بین کره شمالی و ایالات متحده آمریکا، تمامی اراضی این شهرستان، بدون تغییر خاصی، تحت حاکمیت کره جنوبی، تحت مدیریت استان (جنوبی) گانگوون، قرار گرفت.
در ژوئیه سال ۱۹۷۳ میلادی، روستای «جانگ‌پیونگ» از «قصبهٔ جینبو» به «قصبهٔ بونگ‌پیونگ» انتقال یافت.
در همان زمان، روستای «بونگسان» از قصبهٔ دوئام به «قصبهٔ جینبو» منتقل شد.
در یکم ماه مه سال ۱۹۷۹، «قصبهٔ پیونگ‌چانگ» به شهرک ارتقاء یافت. (مجموعا ۱ شهرک، ۶ قصبه)
در فوریه سال ۱۹۸۳، از ادغام بخش‌هایی از قصبه‌های «بونگ‌پیونگ»، «جینبو»، و «ده‌هوا»، قصبه یونگ‌پیونگ تاسیس شد. (مجموعا ۱ شهرک، ۷ قصبه)
در ژانویه سال ۱۹۸۹ میلادی، روستای «هومیونگ» از قصبهٔ دوئام به «قصبهٔ جینبو» انتقال یافت.
در سپتامبر سال ۲۰۰۷ میلادی، «قصبهٔ دوئام» به ده‌گوالّیونگ تغییر نام داد.
در ژوئیه سال ۲۰۱۱ میلادی، شهرستان پیونگ‌چانگ به عنوان میزبان المپیک زمستانی ۲۰۱۸ و پارالمپیک زمستانی ۲۰۱۸ انتخاب شد.
در فوریه سال ۲۰۱۸، از ۸ام الی ۲۵ام آن ماه، شهرستان پیونگ‌چانگ میزبان المپیک زمستانی ۲۰۱۸ بود.
در مارس سال ۲۰۱۸، از ۹ام الی ۱۸ام آن ماه، شهرستان پیونگ‌چانگ میزبان پارالمپیک زمستانی ۲۰۱۸ بود.

## آب‌وهوا
| داده‌های اقلیم پیونگ‌چانگ                   | داده‌های اقلیم پیونگ‌چانگ | داده‌های اقلیم پیونگ‌چانگ | داده‌های اقلیم پیونگ‌چانگ | داده‌های اقلیم پیونگ‌چانگ | داده‌های اقلیم پیونگ‌چانگ | داده‌های اقلیم پیونگ‌چانگ | داده‌های اقلیم پیونگ‌چانگ | داده‌های اقلیم پیونگ‌چانگ | داده‌های اقلیم پیونگ‌چانگ | داده‌های اقلیم پیونگ‌چانگ | داده‌های اقلیم پیونگ‌چانگ | داده‌های اقلیم پیونگ‌چانگ | داده‌های اقلیم پیونگ‌چانگ |
| ماه                                       | ژانویه                  | فوریه                   | مارس                    | آوریل                   | مه                      | ژوئن                    | ژوئیه                   | اوت                     | سپتامبر                 | اکتبر                   | نوامبر                  | دسامبر                  | سال                     |
| ----------------------------------------- | ----------------------- | ----------------------- | ----------------------- | ----------------------- | ----------------------- | ----------------------- | ----------------------- | ----------------------- | ----------------------- | ----------------------- | ----------------------- | ----------------------- | ----------------------- |
| میانگین بیش‌ترین °C (°F)                   | −۲٫۵ (۲۸)               | −۰٫۴ (۳۱)               | ۴٫۴ (۴۰)                | ۱۲٫۹ (۵۵)               | ۱۷٫۶ (۶۴)               | ۲۰٫۵ (۶۹)               | ۲۲٫۸ (۷۳)               | ۲۲٫۸ (۷۳)               | ۱۸٫۶ (۶۵)               | ۱۴٫۰ (۵۷)               | ۷٫۰ (۴۵)                | ۰٫۵ (۳۳)                | ۱۱٫۵ (۵۳)               |
| میانگین روزانه °C (°F)                    | −۷٫۷ (۱۸)               | −۵٫۵ (۲۲)               | −۰٫۵ (۳۱)               | ۷٫۰ (۴۵)                | ۱۱٫۹ (۵۳)               | ۱۵٫۷ (۶۰)               | ۱۹٫۱ (۶۶)               | ۱۹٫۱ (۶۶)               | ۱۴٫۱ (۵۷)               | ۸٫۳ (۴۷)                | ۱٫۹ (۳۵)                | −۴٫۴ (۲۴)               | ۶٫۶ (۴۴)                |
| میانگین کم‌ترین °C (°F)                    | −۱۲٫۶ (۹)               | −۱۰٫۵ (۱۳)              | −۵٫۲ (۲۳)               | ۱٫۲ (۳۴)                | ۶٫۳ (۴۳)                | ۱۱٫۲ (۵۲)               | ۱۶٫۰ (۶۱)               | ۱۶٫۱ (۶۱)               | ۱۰٫۰ (۵۰)               | ۳٫۱ (۳۸)                | −۲٫۸ (۲۷)               | −۹٫۱ (۱۶)               | ۲٫۰ (۳۶)                |
| بارندگی میلی‌متر (اینچ)                    | ۶۲٫۶ (۲٫۴۶)             | ۵۳٫۶ (۲٫۱۱)             | ۷۵٫۶ (۲٫۹۸)             | ۸۹٫۵ (۳٫۵۲)             | ۱۲۲٫۳ (۴٫۸۱)            | ۲۰۱٫۰ (۷٫۹۱)            | ۳۲۶٫۷ (۱۲٫۸۶)           | ۴۲۰٫۹ (۱۶٫۵۷)           | ۳۰۷٫۳ (۱۲٫۱)            | ۱۲۴٫۹ (۴٫۹۲)            | ۷۶٫۹ (۳٫۰۳)             | ۳۶٫۸ (۱٫۴۵)             | ۱٬۸۹۸ (۷۴٫۷۲)           |
| میانگین روزهای بارندگی (≥ ۰.۱ mm)         | ۱۰                      | ۱۰                      | ۱۱                      | ۹                       | ۱۱                      | ۱۳                      | ۱۷                      | ۱۷                      | ۱۳                      | ۸                       | ۱۰                      | ۹                       | ۱۳۸                     |
| درصد رطوبت                                | ۶۷٫۳                    | ۶۷٫۰                    | ۶۷٫۵                    | ۶۱٫۰                    | ۶۸٫۴                    | ۷۹٫۲                    | ۸۵٫۷                    | ۸۷٫۰                    | ۸۴٫۶                    | ۷۵٫۲                    | ۶۹٫۹                    | ۶۷٫۳                    | ۷۳٫۳                    |
| میانگین روزانه ساعت‌های تابش آفتاب         | ۱۹۷٫۲                   | ۱۸۵٫۲                   | ۲۰۲٫۳                   | ۲۲۶٫۶                   | ۲۲۹٫۴                   | ۱۷۹٫۸                   | ۱۳۸٫۱                   | ۱۳۰٫۷                   | ۱۴۳٫۹                   | ۱۹۳٫۳                   | ۱۷۶٫۴                   | ۱۹۱٫۹                   | ۲٬۱۹۴٫۸                 |
| منبع: Korea Meteorological Administration |                         |                         |                         |                         |                         |                         |                         |                         |                         |                         |                         |                         |                         |

## تقسیمات اداری
شهرستان پیونگ‌چانگ به ۱ شهرک و ۷ قصبهٔ تابعه تقسیم شده است. در تابعیت این تقسیمات اداری، در مجموع ۸۹ عدد روستا وجود دارد.
|                 |                |          |                               |                               |                      |            |        |  |  |  |
| نام             | کره‌ای (هانگول) | هانجا    | برگردان لاتین (نظام اصلاح‌شده) | برگردان لاتین (مک‌کیون–ریشاور) | مساحت (کیلومتر مربع) | جمعیت-۲۰۲۵ | خانوار |  |  |  |
| شهرک پیونگ‌چانگ  | 평창읍         | 平昌邑   | Pyeongchang-eup               | P'yŏngch'ang-ŭp               | ۱۱۶٫۳۱               | ۸٬۲۳۸      | ۴٫۳۰۸  |  |  |  |
| قصبه بانگنیم    | 방림면         | 芳林面   | Bangnim-myeon                 | Pangnim-myŏn                  | ۱۲۰٫۸۵               | ۲٬۵۰۴      | ۱٬۵۱۶  |  |  |  |
| قصبه بونگ‌پیونگ  | 봉평면         | 蓬坪面   | Bongpyeong-myeon              | Pongp'yŏng-myŏn               | ۲۱۷٫۴۱               | ۵٬۵۹۵      | ۳٬۰۶۱  |  |  |  |
| قصبه جینبو      | 진부면         | 珍富面   | Jinbu-myeon                   | Chinbu-myŏn                   | ۳۳۱٫۰۶               | ۸٬۴۴۱      | ۴٬۳۶۲  |  |  |  |
| قصبه ده‌گوالّیونگ | 대관령면       | 大關嶺面 | Daegwallyeong-myeon           | Taegwallyŏng-myŏn             | ۲۲۱٫۶۳               | ۵٬۸۲۷      | ۳٬۵۰۱  |  |  |  |
| قصبه ده‌هوا      | 대화면         | 大和面   | Daehwa-myeon                  | Taehwa-myŏn                   | ۱۶۶٫۶۰               | ۴٬۹۶۳      | ۲٬۷۱۳  |  |  |  |
| قصبه میتان      | 미탄면         | 美灘面   | Bangnim-myeon                 | Pangnim-myŏn                  | ۱۰۹٫۴۳               | ۱٬۵۱۱      | ۹۰۱    |  |  |  |
| قصبه یونگ‌پیونگ  | 용평면         | 龍坪面   | Yongpyeong-myeon              | Yongp'yŏng-myŏn               | ۱۳۵٫۴۳               | ۲٬۹۵۹      | ۱٬۶۳۵  |  |  |  |

### لیست روستاها
شهرک پیونگ‌چانگ
| - اونگام (응암리، Eungam-ri) - ایپ‌تان (입탄리، Iptan-ri) - ایگوک (이곡리، Igok-ri) - ایمها (임하리، Imha-ri) - جوجین (주진리، Jujin-ri) - جودون (조둔리، Jodun-ri) - جودونگ (조동리، Jodong-ri) - جونگبو (종부리، Jongbu-ri) - جیدونگ (지동리، Jidong-ri) - چون‌بیون (천변리، Cheonbyeon-ri) - چون‌دونگ (천동리، Cheondong-ri) | - داسو (다수리، Dasu-ri) - دودون (도돈리، Dodon-ri) - ده‌سانگ (대상리، Daesang-ri) - ده‌ها (대하리، Daeha-ri) - سفلی (ها) (하리، Ha-ri) - علیا (سانگ) (상리، Sang-ri) - گوگیل (고길리، Gogil-ri) - گیه‌جانگ (계장리، Gyejang-ri) - ماجی (마지리، Maji-ri) - نورون (노론리، Noron-ri) - نوئون (뇌운리، Noeun-ri) | - وسطی (جونگ) (중리، Jung-ri) - وون‌دانگ (원당리، Wondang-ri) - هائیل (하일리، Hail-ri) - هوپیونگ (후평리، Hupyeong-ri) - هیانگ‌دونگ (향동리، Hyangdong-ri) - ‌ یاکسو (약수리، Yaksu-ri) - یودونگ (유동리، Yudong-ri) - یومان (여만리، Yeoman-ri) - یونگ‌هانگ (용항리، Yonghang-ri) |

قصبه بانگنیم
| - اون‌گیو (운교리، Ungyo-ri) | - بانگنیم (방림리، Bangnim-ri) | - گیه‌چون (계촌리، Gyechon-ri) |

قصبه بونگ‌پیونگ
| - پیونگچون (평촌리، Pyeongchon-ri) - جینجو (진조리، Jinjo-ri) - چانگ‌دونگ (창동리، Changdong-ri) | - دوک‌گو (덕거리، Deokgeo-ri) - موئی (무이리، Mui-ri) - میونون (면온리، Myeonon-ri) | - وون‌گیل (원길리، Wongil-ri) - هونگ‌جونگ (흥정리، Heungjeong-ri) - یوپو (유포리، Yupo-ri) |

قصبه جینبو
| - بونگسان (봉산리، Bongsan-ri) - تاپدونگ (탑동리، Tapdong-ri) - جانگجون (장전리، Jangjeon-ri) - جینبوی علیا (سانگ‌جینبو)‌ (상진부리، Sangjinbu-ri) - جینبوی سفلی (هاجینبو) (하진부리، Hajinbu-ri) - چوک‌چون (척천리، Cheokcheon-ri) | - دونگسان (동산리، Dongsan-ri) - دوئیل (두일리، Duil-ri) - سانگ‌وولوگه (상월오개리، Sangwologae-ri) - سونگ‌جونگ (송정리، Songjeong-ri) - سوهانگ (수항리، Suhang-ri) - شین‌گی (신기리، Sin'gi-ri) | - گان‌پیونگ (간평리، Ganpyeong-ri) - گومون (거문리، Geomun-ri) - ماپیونگ (마평리، Mapyeong-ri) - ماک‌دونگ (막동리، Makdong-ri) - هوائوی (화의리، Hwa'ui-ri) - هومیونگ (호명리، Homyeong-ri) |

قصبه ده‌گوالّیونگ
| - بیونگنه (병내리، Byeongnae-ri) - چاهانگ (차항리، Chahang-ri) | - سوها (수하리، Suha-ri) - هوئنگ‌گیه (횡계리، Hoenggye-ri) | - یوچون (유천리، Yucheon-ri) - یونگسان (용산리، Yongsan-ri) |

قصبه ده‌هوا
| - ده‌هوا (대화리، Daehwa-ri) - سانگامی (상안미리، Sanganmi-ri) | - شین (신리، Sin-ri) - گه‌سو (개수리، Gaesu-ri) | - هائان‌می (하안미리، Haanmi-ri) |

قصبه میتان
| - بک‌ئون (백운리، Baegun-ri) - پیونگان (평안리، Pyeongan-ri) - چانگ (창리، Chang-ri) | - سوچونگ (수청리، Sucheong-ri) - گیهوا (기화리، Gihwa-ri) - ماها (마하리، Maha-ri) | - هانتان (한탄리، Hantan-ri) - هوئدونگ (회동리، Hoedong-ri) - یولچی (율치리، Yulchi-ri) |

قصبه یونگ‌پیونگ
| - ایموک‌جونگ (이목정리، Imokjeong-ri) - بِگوک‌پو (백옥포리، Baegokpo-ri) - جانگ‌پیونگ (장평리، Jangpyeong-ri) | - جه‌سان (재산리، Jaesan-ri) - دوسا (도사리، Dosa-ri) - سوکسا (속사리، Soksa-ri) | - نودونگ (노동리، Nodong-ri) - یونگجون (용전리، Yongjeon-ri) |